# ブルニェーラ
ブルニェーラ（伊: Brugnera）は、イタリア共和国フリウリ＝ヴェネツィア・ジュリア州ポルデノーネ県にある、人口約9,200人の基礎自治体（コムーネ）。

## 地理

### 位置・広がり

#### 隣接コムーネ
隣接するコムーネは以下の通り。括弧内のTVはトレヴィーゾ県（ヴェネト州）所属を示す。
- フォンタナフレッダ
- ガイアリーネ (TV)
- ポルチャ
- ポルトブッフォレ (TV)
- プラータ・ディ・ポルデノーネ
- サチーレ

### 気候分類・地震分類
ブルニェーラにおけるイタリアの気候分類 (it) および度日は、zona E, 2445 GGである。
また、イタリアの地震リスク階級 (it) では、zona 2 (sismicità media) に分類される。

## 行政

### 分離集落
ブルニェーラには、以下の分離集落（フラツィオーネ）がある。
- Maron, San Cassiano di Livenza, Tamai